# Nanthiat

Nanthiat este o comună în departamentul Dordogne din sud-vestul Franței. În 2009 avea o populație de 282 de locuitori.

## Evoluția populației
| An        | 1975 | 1982 | 1990 | 1999 | 2006 | 2009 |
| --------- | ---- | ---- | ---- | ---- | ---- | ---- |
| Populație | 336  | 336  | 337  | 291  | 284  | 282  |